# Queen Charlotte-szigeteki fekete medve
A Queen Charlotte-szigeteki fekete medve (Ursus americanus carlottae) az emlősök (Mammalia) osztályának a ragadozók (Carnivora) rendjéhez, ezen belül a medvefélék (Ursidae) családjához tartozó fekete medve (Ursus americanus) egyik alfaja.

## Előfordulása
A Queen Charlotte-szigeteki fekete medve a Queen Charlotte-szigetek endemikus medve-alfaja.

## Megjelenése
Ennek az alfajnak a fekete medvétől való legjellegzetesebb morfológiai különbségei: nagy testmérete, masszív koponyája és nagyméretű őrlőfogai.

## Fordítás
- Ez a szócikk részben vagy egészben  az   Ursus americanus carlottae című angol Wikipédia-szócikk fordításán alapul.  Az eredeti cikk szerkesztőit annak laptörténete sorolja fel. Ez a jelzés csupán a megfogalmazás eredetét és a szerzői jogokat jelzi, nem szolgál a cikkben szereplő információk forrásmegjelöléseként.